# Диана, принцесса Уэльская
Диана, принцесса Уэльская (англ. Diana, Princess of Wales, урождённая Диана Фрэнсис Спенсер (англ. Diana Frances Spencer), также известная как принцесса Диана, леди Диана или леди Ди; 1 июля 1961[…], Сандрингемский дворец, Сандрингем, Норфолк, Восточная Англия, Англия, Великобритания — 31 августа 1997[…], , XIII округ Парижа, Франция[…]) — член Британской королевской семьи, первая жена Чарльза, принца Уэльского (с 8 сентября 2022 года — короля Великобритании Карла III), мать Уильяма, принца Уэльского и принца Гарри, герцога Сассекского. Её общественная деятельность и стиль в одежде сделали её международной иконой и снискали огромную популярность.
Диана родилась в семье британской знати и выросла рядом с королевской семьёй в Сандрингемском дворце. В 1981 году, будучи помощницей воспитательницы в детском саду, была помолвлена с Чарльзом, принцем Уэльским, старшим сыном королевы Елизаветы II. Их свадьба состоялась 29 июля того же года в Соборе Святого Павла, и при вступлении в брак Диана получила титул принцессы Уэльской, роль которой была с большим энтузиазмом воспринята публикой. В браке родились двое сыновей: Уильям и Гарри, которые на момент своего рождения были вторым и третьим в линии престолонаследия. Брак Дианы и Чарльза распался из-за их несовместимости и измен друг другу. Они расстались в 1992 году, вскоре после того, как проблемы в их браке стали достоянием общественности. Трудности в отношениях предавались широкой огласке вплоть до окончания бракоразводного процесса в 1996 году.
В качестве принцессы Уэльской Диана исполняла королевские обязанности от имени Елизаветы II и представляла её в странах Содружества. СМИ постоянно освещали благотворительную деятельность принцессы из-за её нетрадиционного подхода к ней. Изначально Диана работала с благотворительными организациями, помогающими пожилым людям и детям, однако позже работала в двух конкретных кампаниях: общественное отношение и принятие в обществе больных СПИДом и обезвреживание наземных мин, продвигаемое МККК. Кроме того, принцесса повышала осведомлённость и выступала за способы помощи и лечения больных онкологическими и психическими заболеваниями. Диана была известна своей скромностью, но харизма и дружелюбие снискали ей расположение публики и помогли её репутации пережить крах её брака. Принцесса также была самым фотографируемым человеком в мире, и многие работники прессы называли её «самой фотогеничной на всей планете».
Гибель Дианы в автокатастрофе в 1997 году в Париже привела к общественной скорби и широкому освещению обстоятельств её смерти в СМИ по всему миру. Наследие Дианы оставило большое влияние не только в королевской семье, но и в британском обществе.

## Биография

### Ранние годы
Диана Фрэнсис Спенсер родилась 1 июля 1961 года в Парк-хаусе на территории Сандрингемского дворца. Она была четвёртой из пяти детей в семье Джона Спенсера, 8-го графа Спенсера (1924—1992) и Фрэнсис Рош (1936—2004). Семья Спенсеров на протяжении нескольких поколений была тесно связана с Британской королевской семьёй; бабушки Дианы, Синтия Спенсер, графиня Спенсер, и Рут Рош, баронесса Фермой, служили фрейлинами для Елизаветы, королевы-матери. Джон и Фрэнсис надеялись, что у них родится мальчик, и в течение недели имя не выбиралось, пока они не остановились на варианте Диана Фрэнсис в честь матери и Дианы Спенсер, герцогини Бедфорда, которая приходилась сестрой Джона Спенсера, британского политика, чьим потомком и является Диана; кроме того, герцогиня Бедфорд была известна своим несостоявшимся браком с Фредериком, принцем Уэльским. В семье Диану также называли «герцогиней», тем самым намекая на её, подобающее герцогине, поведение ещё в детстве.
30 августа 1961 года состоялось крещение Дианы в церкви Святой Марии Магдалины. Она выросла с двумя старшими сёстрами, Сарой (род. 1955) и Джейн (род. 1957), а также младшим братом Чарльзом, 9-м графом Спенсером (род. 1964). Её новорожденный старший брат Джон умер вскоре после рождения, за год до появления Дианы. Желание иметь наследника послужило причиной разногласий в браке Джона и Фрэнсис, в результате чего последнюю отправили в клинику на Харли-стрит, чтобы определить причину «проблемы». В последующие годы Чарльз называл данную ситуацию унизительной и говорил, что она «послужила причиной развода, поэтому я не думаю, что они [родители] когда-либо оправились». Диана росла в Парк-хаусе на территории Сандрингемского дворца, дом арендовали у Елизаветы II, которую будущая принцесса с детства называла «тётей Лилибет». Королевская семья проводила некоторые каникулы со Спенсерами, и Диана играла с принцем Эндрю и принцем Эдвардом, младшими детьми Елизаветы II.
Родители Дианы развелись, когда ей было семь лет, и в 1969 году её мать во второй раз выходит замуж за Питера Шанда Кидда. В 1967 году, во время расставания родителей, Диана жила с матерью в Лондоне, но на Рождество в том же году отец запретил Диане возвращаться в Лондон с Фрэнсис. Позднее он стал опекуном Дианы вместе с бывшей тёщей, Рут Рош. В 1976 году Джон женился на Рейн, графине Дартмутской, и отношения между ней и Дианой не сложились. Диана считала своё детство несчастным и нестабильным из-за проблем в браке её родителей и применения отцом физической силы по отношению к матери: он мог ударить её по лицу при детях. В 1975 году, когда отец получил титул графа Спенсера, Диана получила титул учтивости «леди», и вся семья переехала в Элторп.

### Образование

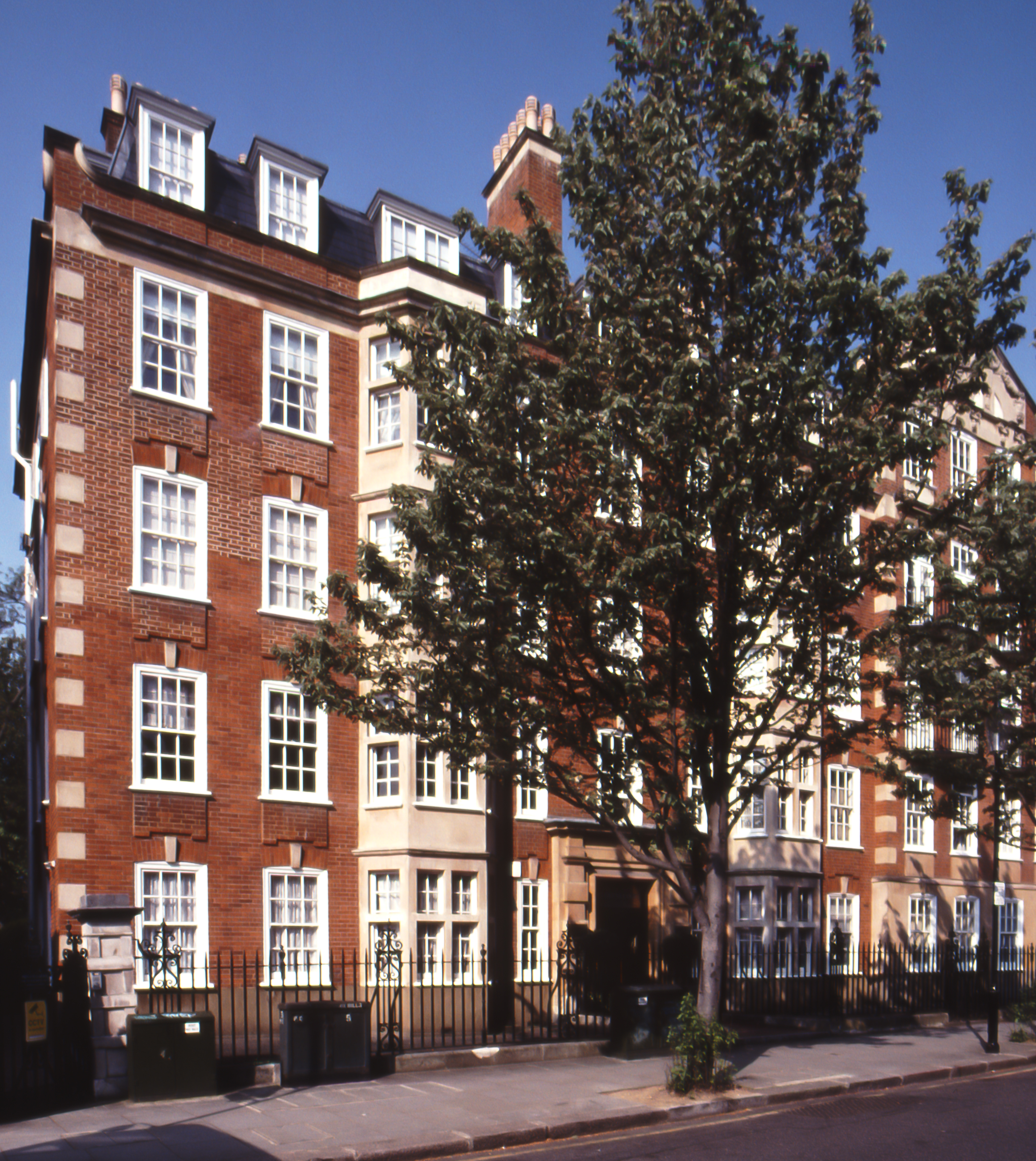
Фотография многоквартирного дома Колехерн в Лондоне, где Диана жила с 1979 по 1981 год

Диана получала домашнее образование под руководством гувернантки Гертруды Аллен. Первой школой будущей принцессы Уэльской стала школа Силфилд в Кингс-Линне, в 1970 году она переехала в Риддлсворт-холл, частную школу-интернат для девочек. В 1973 году перевелась в школу для девочек Вест-Хит, чтобы учиться вместе с сёстрами. Диана не была хорошей ученицей и дважды заваливала экзамены на получение сертификата об общем образовании, однако её выдающийся общественный дух был отмечен наградой школы Вест-Хита. В 1977 году Диана выпускается из Вест-Хита. До того момента она была достаточно застенчивой, как вспоминает её Чарльз. Диана показала себя талантливой пианисткой, занималась плаванием и дайвингом, изучала балет и чечётку.
В 1978 году Диана в течение трёх месяцев работала няней у Филиппы и Джемери Уитакеров в Гэмпшире. Она также поступила в Альпийский институт Вильдеманетт, где проучилась всего семестр, после чего вернулась в Лондон и жила в квартире с матерью и друзьями. Там Диана записалась на ускоренные кулинарные курсы и устраивалась на низкооплачиваемые должности, в том числе работала учителем танцев, но из-за инцидента во время катания на лыжах ей пришлось пропустить работу на три месяца. Затем она устроилась помощницей в детский сад, выполняла уборку для Сары и нескольких её друзей, а также была официанткой на вечеринках. В 1980 году Диана работала няней в семье Робертсонов, и Мэри Робертсон вспоминала, что она была «очень застенчивой и заботливой» с её сыном Патриком. Потом Диана работала помощницей воспитателя в детском саду в Пимлико. В июле 1979 года мать подарила Диане квартиру в многоквартирном доме Колехерн, где она проживала до 1981 года с тремя подругами.

### Знакомство и брак с Чарльзом, принцем Уэльским
Диана познакомилась с Чарльзом, принцем Уэльским (с 8 сентября 2022 года — королём Великобритании Карлом III), старшим сыном Елизаветы II и престолонаследником, в ноябре 1977 года. На тот момент принц, будучи старше Дианы на двенадцать лет, встречался с её сестрой Сарой. Летом 1980 года Чарльз и Диана вновь встретились на загородном уик-уэнде, и тогда будущий король Великобритании начал рассматривать её в качестве потенциальной невесты. Отношения начали развиваться, когда Чарльз пригласил Диану провести выходные на королевской яхте «Британия» и порыбачить в Каусе. Затем она была приглашена в Замок Балморал, шотландскую резиденцию королевской семьи, чтобы познакомиться с семьёй принца. Елизавета II, её супруг Филипп, герцог Эдинбургский и Елизавета, королева-мать, хорошо приняли Диану, после чего Чарльз ухаживал за ней в Лондоне. 6 февраля 1981 года он сделал ей предложение в Виндзорском замке, и Диана согласилась, но помолвка сохранялась в секрете ещё две с половиной недели.

#### Свадьба

Памятная британская крона в честь свадьбы принца Уэльского и Дианы Спенсер, 1981 год

24 февраля 1981 года о помолвке было объявлено официально, и Диана самостоятельно выбрала себе помолвочное кольцо из 18-каратного белого золота (750 проба), украшенное овальным цейлонским сапфиром 12 карат, обрамлённым четырнадцатью бриллиантами, которое было похоже на помолвочное кольцо её матери. После помолвки она оставила работу и на время переехала в Кларенс-хаус, где жила Королева-мать. До свадьбы Диана жила в Букингемском дворце, где, согласно биографу Ингрид Сьюард, «её жизнь была невероятно одинокой». Диана была первой англичанкой, выходящей замуж за первого в линии престолонаследия королевской семьи со времён Анны Хайд (жена Якова II), и первой королевской невесткой, имеющей оплачиваемую работу до замужества. Её первое публичное мероприятие с Чарльзом состоялось на благотворительном балу в марте 1981 года, где она познакомилась с Грейс, 10-й княгиней Монако.
20-летняя Диана стала принцессой Уэльской в день свадьбы 29 июля 1981 года. Свадьба состоялась в Соборе Святого Павла по причине большего количества мест, в отличие от Вестминстерского аббатства, где обычно проводились королевские свадьбы (в Соборе Святого Павла было организовано 3500 мест, в то время как Вестминстерское аббатство позволяло не больше 2000 мест). Церемонию называли «сказочной свадьбой», и по телевидению трансляцию смотрели 750 миллионов человек, а ещё 600 тысяч выстроились на улицах Лондона. На алтаре Диана случайно перепутала первые два имени Чарльза, и сказала «Филипп Чарльз Артур Джордж». Она не сказала, что будет «чтить его», данную традиционную часть клятвы изменили по просьбе новобрачных, и это послужило поводом для обсуждений. Свадебное платье Дианы стоило 9 тысяч фунтов стерлингов (36 700 фунтов стерлингов на 2021 год), а длины фаты составляла 7,62 метра. Проблема с платьем заключалась в том, что незадолго до свадьбы Диана сильно похудела из-за булимии, и оно не сидело на ней так, как должно; кроме того, фата была настолько длинной, что по прибытии в Собор было заметно огромное количество складок.
После свадьбы Диана стала третьей по рангу женщиной в Великобритании в порядке старшинства (после Елизаветы II и её матери), была пятой или шестой в порядке старшинства в других её владениях, после королевы, соответствующих наместников, герцога Эдинбургского, королевы-матери и принца Уэльского. В последующие годы Елизавета II предоставила ей видимые знаки отличия как члена королевской семьи: тиару королевы Марии и Королевский семейный орден королевы Елизаветы II.

#### Дети

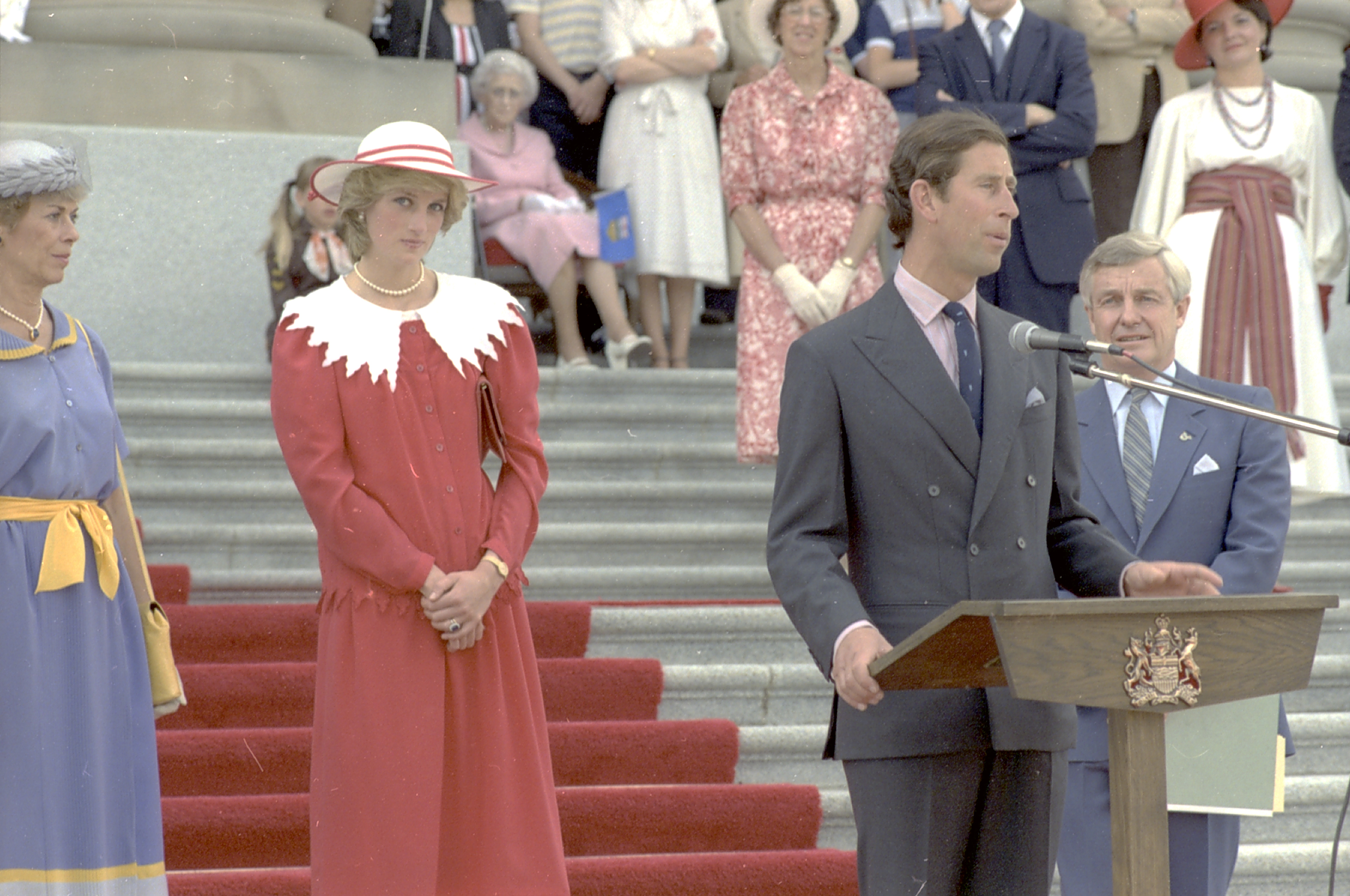
Чарльз, принц Уэльский, и Диана, принцесса Уэльская, на королевском визите в Эдмонтон, Канада, 1983 год

В качестве резиденций Чарльз и Диана выбрали Кенсингтонский дворец и Хайгроув Хаус недалеко от маленького городка Тетбери. 5 ноября 1981 года было объявлено о беременности Дианы. В январе 1982 года, на двенадцатой неделе беременности, принцесса упала с лестницы и получила несколько ушибов, королевский гинеколог Джордж Пинкер сразу же прибыл из Лондона, чтобы осмотреть её и констатировал, что плод не пострадал. Через несколько лет Диана призналась, что сама бросилась с лестницы, потому что чувствовала себя «очень потерянной». 21 июня родился первый сын королевской четы, принц Уильям. После первой беременности Диана страдала послеродовой депрессией. Несмотря на критику со стороны некоторых СМИ, принцесса взяла Уильяма в свой первый тур в Австралию и Новую Зеландию, что было положительно оценено публикой. Изначально она не планировала брать с собой сына, но ей предложил Малколм Фрейзер, премьер-министр Австралии.
Второй сын, принц Гарри, родился 15 сентября 1984 года. Диана говорила, что вторая беременность значительно сблизила её с супругом: «Мы были ближе, чем когда-либо раньше и когда-либо смогли бы в будущем». По словам принцессы, Чарльз был разочарован рождением Гарри, потому что хотел дочь: «Чарльз всегда хотел девочку. Я знала, что будет мальчик, потому что увидела на снимке, но не сказала ему. Гарри родился, у него были рыжие волосы, и он был мальчиком. Сначала Чарльз сказал: ‘Господи, это мальчик’, а потом: ‘И у него даже рыжие волосы’». Также на крещении Чарльз сказал матери Дианы: «мы были так разочарованы, ведь думали, что будет девочка».
Диана обеспечивала сыновьям куда больше разнообразия и развлечений, чем принято у королевских детей. Она редко подчинялась Чарльзу и королевской семье, и если дело касалось детей, то всегда была непримиримой. Диана выбрала им имена, уволила специально нанятую королевской семьёй няню и устроила одну по своему выбору, выбирала им школы и одежду, планировала их прогулки и сама водила их в школу настолько часто, как позволяло ей расписание. Свои общественные обязанности принцесса также организовывала в соответствии с их расписанием. Диана называла Гарри «сорванцом, как и я», а Уильяма — «маленьким мудрым стариком», на которого она полагалась как на своё доверенное лицо, когда он был ещё подростком.

#### Проблемы в браке и расставание

Принц и принцесса Уэльские на чаепитии с Рональдом Рейганом и его супругой, Нэнси Рейган в Белом доме, 1985 год

Через пять лет после свадьбы несовместимость супругов и двенадцатилетняя разница в возрасте стали всё более очевидными и наносящими ущерб. В 1986 году Диана вступает во внебрачную связь с майором Джеймсом Хьюиттом, бывшим инструктором королевской семьи по верховой езде, а Чарльз возобновляет отношения со своей давней подругой и бывшей возлюбленной Камиллой Паркер-Боулз (которая на тот момент также была замужем). Британские СМИ предполагали, что принцесса родила Гарри от Хьюитта исходя из их предполагаемого внешнего сходства, однако Хьюитт это отрицал. Гарри родился за два года до того, как Диана и Джеймс стали встречаться.
К 1987 году проблемы в браке стали более заметными и то, что Диана и Чарльз были несчастны, стало очевидным и для британской прессы, которые называли их «Гламсами» (персонажи радио-ситкома «Взять отсюда») из-за очевидного дискомфорта в обществе друг друга. В 1989 году Диана была приглашена на день рождения сестры Камиллы, Сони Аннабель Эллиот, где разговаривала с Паркер-Боулз по поводу её отношений с Чарльзом. В 1992 году об изменах Чарльза с Камиллой становится известно на весь мир после публикации книги английского журналиста Эндрю Мортона «Диана: Её история». Книга, где также рассказывалось о суицидальном настрое принцессы Уэльской, вызвала бурю в СМИ. Годом ранее британский аристократ и бизнес-консультант Джеймс Колтхерст, также близкий друг Дианы, проводил с ней секретные интервью, где она рассказывала о проблемах в браке, эти записи и послужили источниками для книги Мортона. Пока Диана была жива, и она, и Мортон отрицали её причастность к написанию книги, и уже после её смерти Эндрю признался, что она участвовала в написании обновленной версии, выпущенной под названием «Диана: История её словами».
Елизавета II и герцог Эдинбургский проводили встречи с Дианой и Чарльзом, пытаясь уладить их конфликт. Филипп написал Диане письмо, где выразил разочарование изменами как с её стороны, так и со стороны сына, и попросил проанализировать их поведение с другой точки зрения. Герцог Эдинбургский был очень прямолинеен, а Диана слишком чувствительной. Ей было трудно оценить его письма, но она понимала, что он действует, исходя из добрых намерений. Некоторые люди, включая близкую подругу принцессы, Симону Симмонс, утверждали, что между Дианой и её бывшим свёкром были натянутые отношения, но в письмах показано обратное. В одном из писем герцог Эдинбургский писал: «Мы не одобряем то, что вы изменяли друг другу. Чарльз был глупцом, рискуя в своём положении всем ради Камиллы. Нам и в голову не приходило, что он мог оставить тебя ради неё». В 2002 году было выпущено заявление, согласно которому Филипп отрицал, что в своих письмах называл Диану «блудницей и распутницей».
С 1992 по 1993 годы были опубликованы многочисленные записи телефонных разговоров, которые негативно отразились не только на Чарльзе, но и на Диане. В августе 1992 года газета-таблоид The Sun выложила записи разговоров принцессы с её близким другом, Джеймсом Гибли, и пресса окрестила данный скандал «Дианагейтом» (суффикс -гейт используется для обозначения публичного скандала). В ноябре были опубликованы записи телефонного разговора интимного характера между Чарльзом и Камиллой, который также назван «Камиллагейтом». 9 декабря премьер-министр Великобритании Джон Мейджор сообщил Палате общин о «мирном расставании» Чарльза и Дианы.

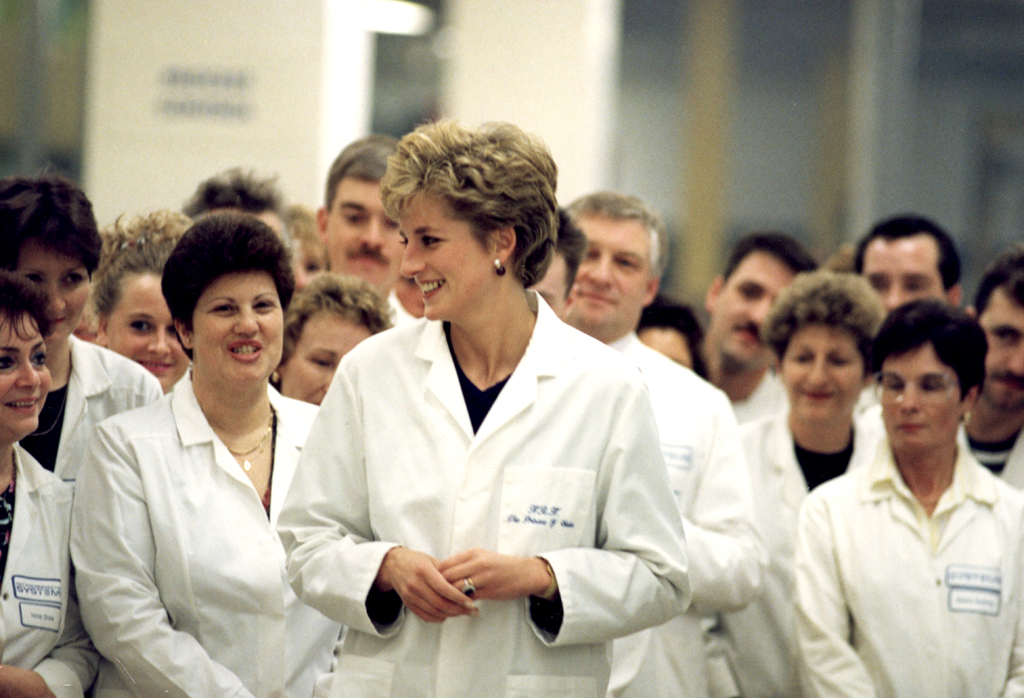
Принцесса Диана во время деловой поездки, 1992 год

В период публикации телефонных разговоров Диана наняла актёра Питера Сеттелена, чтобы он помог ей улучшить ораторские навыки. На видеозаписях Сеттелена, датированных 1992 годом, Диана вновь рассказывает о своём неудачном браке: «Меня воспитывали так, что если ты обручаешься с кем-то, то любишь этого человека». Она также говорит о том, что с 1984 по 1986 год была «сильно влюблена в человека, который работал в этой сфере», и многие предполагали, что речь идёт о британском офицере Барри Маннаки, который работал телохранителем принцессы, но его уволили из-за подозрения в «неподобающих» отношениях с ней. Британская журналистка Пенни Джунор в своей книге «Чарльз: жертва или злодей?», выпущенной в 1998 году, предполагает, что Диана могла состоять в романтических отношениях с Маннаки. Сама же принцесса достаточно резко высказалась и о муже: «Он заставлял меня чувствовать себя неадекватной всеми возможными способами, и каждый раз, когда я пыталась вдохнуть немного воздуха, он опускал меня на землю».
Несмотря на то, что во всех проблемах своего брака Диана обвиняла Камиллу, со временем принцесса начала верить, что супруг изменял ей и с другими женщинами. В октябре 1993 года в письме своему дворецкому, Полу Барреллу, Диана написала, что подозревает Чарльза в романе с его личной ассистенткой, Тигги Петтифер, и что они планируют устроить аварию, в которой она пострадает, чтобы пожениться. Тигги Петтифер была нанята в качестве няни для Уильяма и Гарри, пока они проводили время с Чарльзом, и Диана была возмущена взаимоотношениями Тигги с юными принцами. 29 июня 1994 года Чарльз давал интервью Джонатану Димблби, где пытался добиться общественного понимания касательно его брака с принцессой Уэльской. Он сказал, что возобновил отношения с Камиллой лишь в 1986 году, когда брак с Дианой был «бесповоротно разрушен». В том же году выходит книга Анны Пастернак «Влюблённая принцесса», где Джеймс Хьюитт рассказывает подробности о его связи с Дианой. Пара встречалась в течение пяти лет, с 1986 года по 1991 года, и переписывались даже во время участия Джеймса на войне в Персидском заливе. Выход книги расстроил и оскорбил Диану, но Пастернак утверждала, что Хьюитт раскрыл тайну их отношений только для того, чтобы об этом не написал Мортон во второй книге. В том же году газета-таблоид News of the World утверждала, что Диана более трёхсот раз пыталась дозвониться Оливеру Хоару, другу Чарльза, который также был её любовником. Звонки совершались как и непосредственно из Кенсингтонского дворца, так и из телефонной будки недалеко от него. Диане приписывали романы с игроком регби Уильямом Карлингом, несмотря на то, что это так и не было доказано (годы спустя он заявил, что слухи об их отношениях могли быть правдой). По слухам, принцесса также встречалась с американским бизнесменом Теодором Джозефом Форстманном (1940—2011).

#### Развод

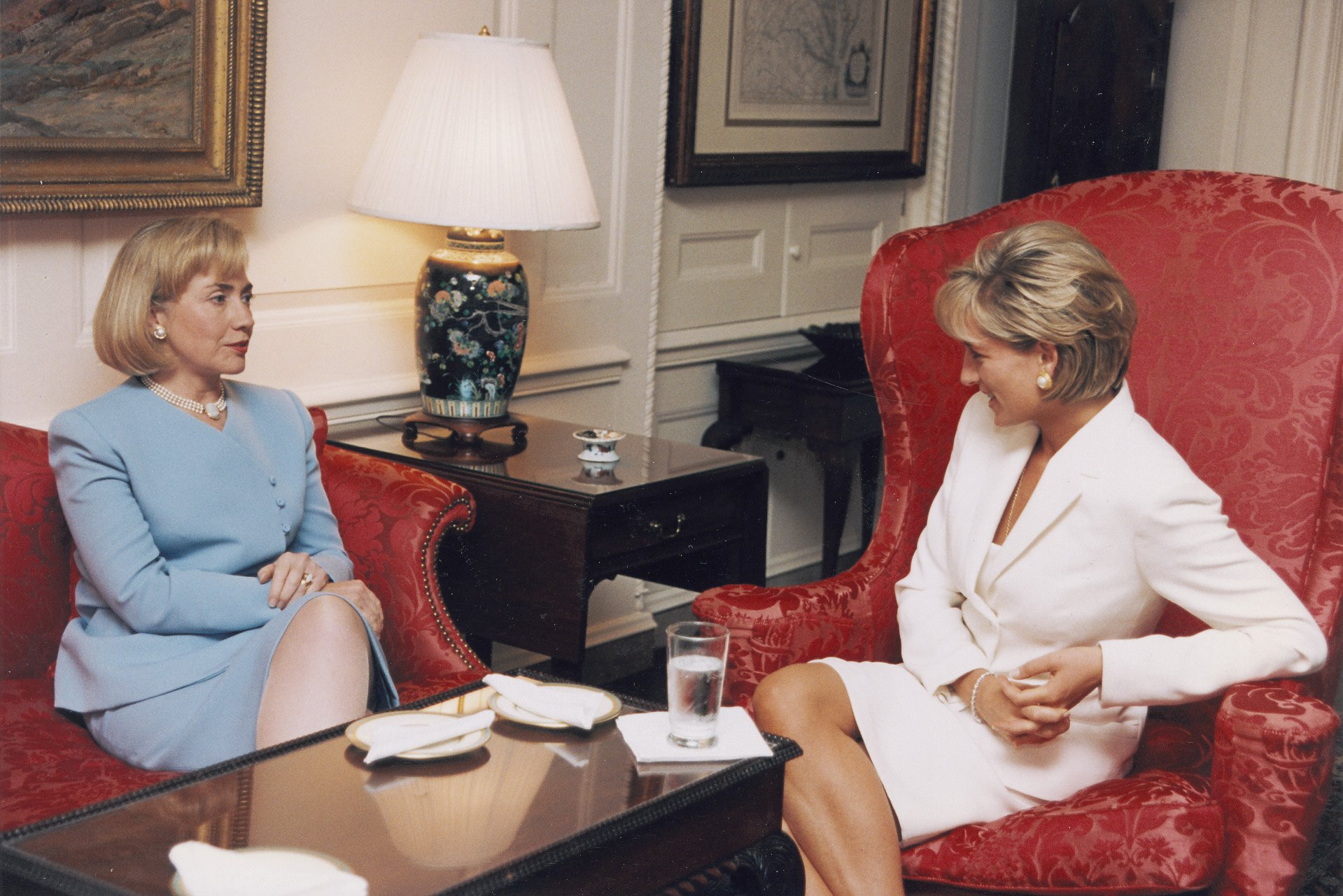
Принцесса Диана на встрече в Белом доме с Хиллари Клинтон, 18 июня 1997 года

20 ноября 1995 года в эфир программы «Панорама» вышло интервью принцессы Дианы с британским журналистом Мартином Баширом. В интервью Диана рассказала о своих изменах в браке и об изменах Чарльза. Говоря об отношениях Чарльза и Камиллы, она сказала знаменитую фразу, которую цитировал весь мир: «Нас было трое в этом браке, так что было немного тесновато». Также принцесса высказала сомнения, пойдёт ли Чарльз на роль короля в будущем. Британские журналистки Тина Браун, Салли Беделл Смит и Сара Брэдфорд поддержали признание Дианы в том, что она страдала от большого депрессивного расстройства, нервной булимии и наносила себе самоповреждения; стенограмма шоу также подтверждает многочисленные проблемы Дианы с психическим здоровьем, и что она «наносила повреждения рукам и ногам». Несколько биографов принцессы после этого интервью полагали, что сочетание всех заболеваний, от которых страдала Диана, свидетельствует о пограничном расстройстве личности. Позже выяснилось, что Башир использовал поддельные выписки из банка, чтобы завоевать доверие Дианы и её брата ради интервью, где близкие люди принцессы обвинялись в получении крупных сумм денег за шпионаж. Лорд Дисон провёл собственное независимое расследование, и выяснил, что Баширу «было очень легко сыграть на страхах и паранойях Дианы», это же мнение разделял её старший сын, Уильям.
Интервью для BBC стало переломным моментом. 20 декабря 1995 года Букингемский дворец объявил, что Елизавета II отправила Чарльзу и Диане письма, где попросила их развестись. Решение королевы поддержали премьер-министр и Тайный совет Великобритании, и, согласно BBC, на его принятие ушло две недели переговоров. Вскоре Чарльз в ответном письме согласился на развод, в феврале 1996 года Диана также объявила о согласии после переговоров с супругом и представителями королевы, однако вызвала раздражение Букингемского дворца, опубликовав собственное заявление о соглашении развода и его условиях, и лишь 13 июля Чарльз и Диана пришли к соглашению условий. Соглашение об условиях развода было объявлено через некоторое время после обвинения Дианы в том, что Тигги Петтифер сделала аборт, якобы забеременев от Чарльза, и через своего адвоката Тигги потребовала извинений от принцессы Уэльской. Личный секретарь Дианы, Патрик Джефсон, подал в отставку вскоре после того, как история дошла до британской прессы, и позже он писал, что Диана «ликовала, обвиняя Тигги в том, что она сделала аборт». Слухи об аборте Петтифер распространил Мартин Башир, чтобы получить интервью с Дианой.
Решение о разводе было удовлетворено 15 июля, через два дня после соглашения об условиях, а сам бракоразводный процесс завершён 28 августа. Интересы Дианы в суде представлял адвокат Энтони Джулиус. Бывшие супруги разделили опеку над детьми. Диана получила единовременную выплату размером 17 миллионов фунтов стерлингов (эквивалентно 34 миллионам фунтов стерлингов в 2021 году) и должна была получать 400 тысяч фунтов стерлингов ежегодно. Чарльз и Диана также подписали соглашение о конфиденциальности, где им запрещалось обсуждать подробности развода и супружеской жизни. За несколько дней до этого Елизавета II издала патентную грамоту для урегулирования королевских титулов после развода. Так, Диана потеряла титул Её Королевское высочество и вместо этого стала Дианой, принцессой Уэльской. Мать принца, как ожидалось, однажды взойдёт на трон, поэтому Диана продолжала считаться членом королевской семьи и пользовалась теми же привилегиями, какие были у неё при замужестве. По слухам, Елизавета II хотела оставить Диане титул Её Королевского высочества, но Чарльз настоял на том, чтобы его убрали. Принц Уильям пообещал Диане: «Не волнуйся, мамочка, я верну его [титул] тебе, когда стану королём». Почти за год до развода, согласно Тине Браун, герцог Эдинбургский сказал ей: «Если ты не будешь хорошо себя вести, деточка, то мы заберём твой титул», на что Диана ответила ему: «Мой титул гораздо выше вашего, Филипп».

### Принцесса Уэльская

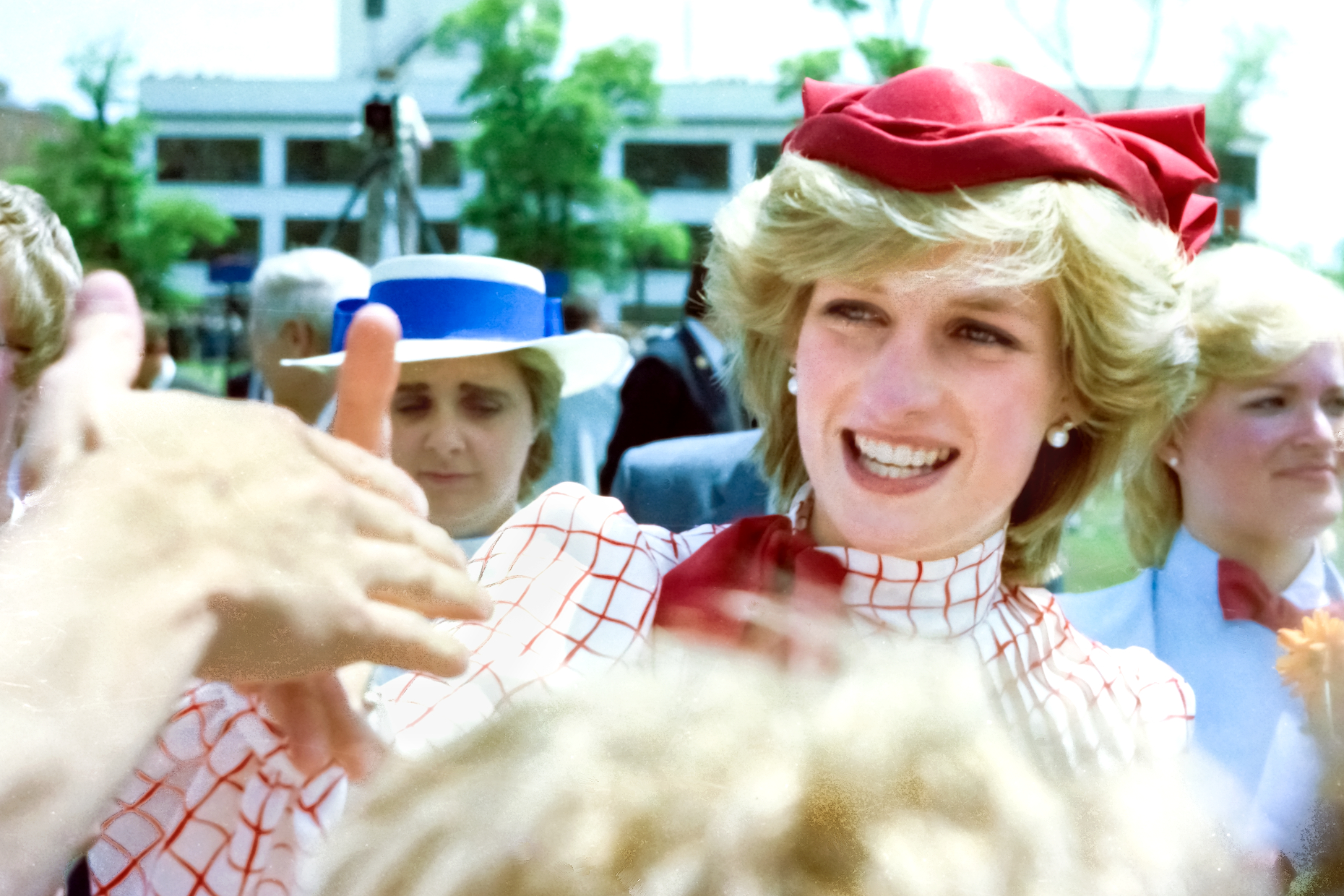
Принцесса Диана во время деловой поездки в Галифакс, 1983 год

13 июня 1981 года Диана посетила ежегодную Церемонию выноса знамени, и её появление вызвало шквал критики, потому что данное мероприятие предназначено лишь для членов королевской семьи, а на тот момент до свадьбы с Чарльзом оставалось шесть недель. В октябре, уже после бракосочетания, Чарльз и Диана посетили Уэльс. 4 ноября она посетила Церемонию открытия парламента с принцессой Анной. 18 ноября состоялась её первая самостоятельная поездка на мероприятие на Риджент-стрит, чтобы зажечь огни на рождественской ёлке. В свой первый заграничный тур Диана отправилась в сентябре 1982 года, чтобы посетить государственные похороны Грейс, 10-й княгини Монако, несмотря на то, что Чарльз выступал против этой поездки. Также она получила Орден Короны от Беатрикс, королевы Нидерландов во время государственной поездки в Нидерланды в ноябре. В 1983 году Чарльз и Диана отправились в тур по Австралии и Новой Зеландии вместе с маленьким Уильямом, и всё внимание СМИ было приковано к принцессе, тогда же пресса ввела термин «Дианамания», что показывало повышенный интерес к супруге будущего короля Великобритании. Когда супруги сидели в машине рядом с Сиднейским оперным театром, папарацци сфотографировали Диану плачущей, позже их представители объяснили, что это было связано с синдромом смены часового пояса и жарой. В Новой Зеландии королевская чета встретилась с представителями коренного народа страны, маори. Во время визита в Канаду с июня по июль Чарльз и Диана открыли XII Летнюю Универсиаду в Эдмонтоне, также посетили празднования 400-летия с момента становления Ньюфаундленда колонией Великобритании. Также Диана всё равно совершила визит в Шотландию, несмотря на то, что Шотландская национальная освободительная армия отправила ей посылку с бомбой.

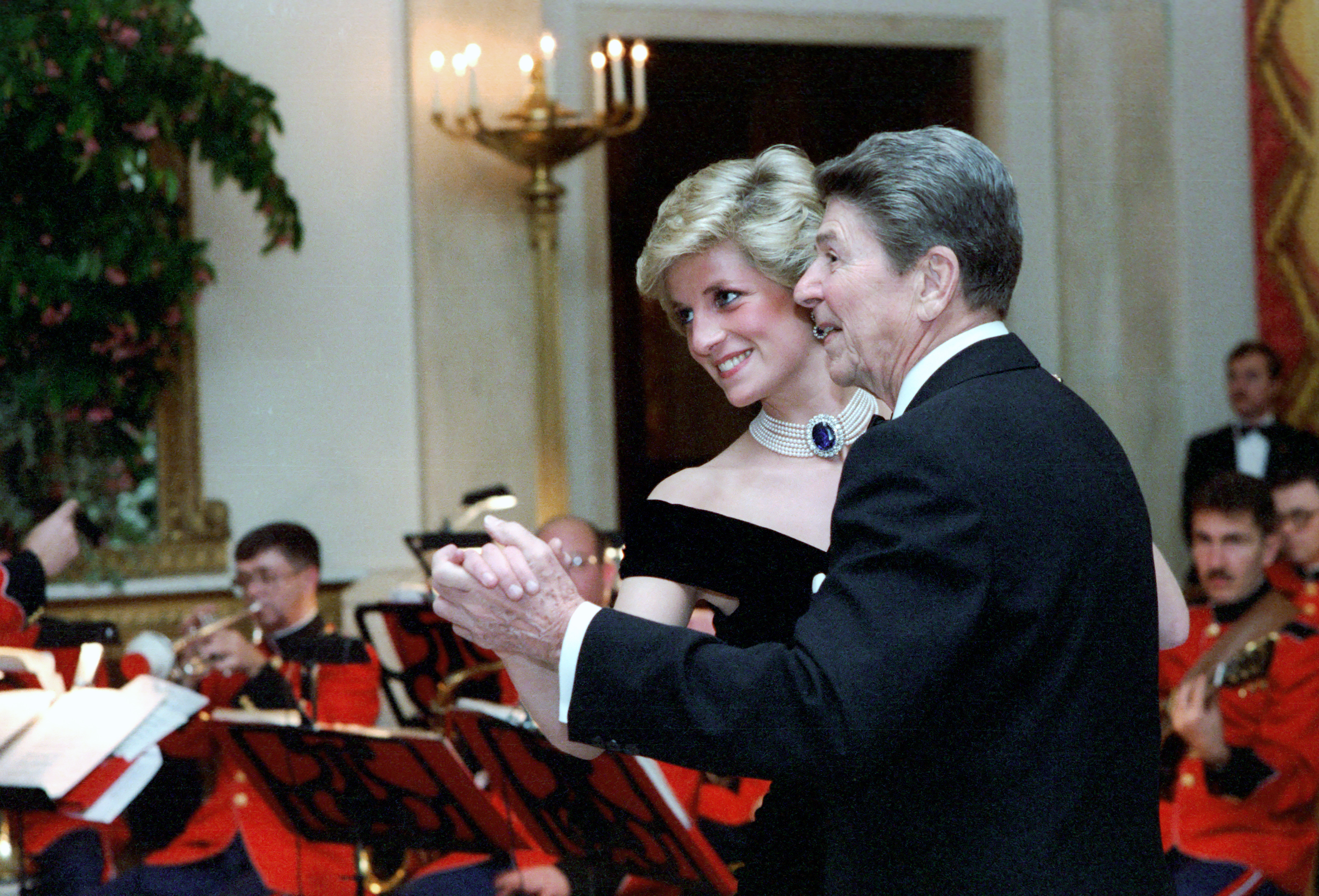
Принцесса Диана танцует с Рональдом Рейганом в Белом доме, 9 ноября 1985 года

В феврале 1984 года Диана стала патроном Лондонского Сити Баллета. В апреле 1985 года Чарльз и Диана посетили Италию, где позже с ними были Уильям и Гарри. Там же они встретились с президентом страны, Алессандро Пертини. Они также посетили Святой Престол и у них была аудиенция с Иоанном Павлом II. Осенью они вернулись в Австралию, где внимание прессы вновь было приковано к Диане, которую называли «Бриллиантовой принцессой» (англ. Di-amond Princess) и «Сокровищем в Короне». В ноябре королевская чета посетила США, где в Белом доме у них состоялась встреча с президентом Рональдом Рейганом и его супругой, первой леди США Нэнси Рейган. В 1986 году Чарльз и Диана постоянно находились в турне, и посетили Японию, Испанию и Канаду. В Канаде они посетили выставку Экспо-86, где Диана упала в обморок в Калифорнийском павильоне. В ноябре принцесса отправилась в шестидневный тур в Оман, Катар, Бахрейн и Саудовскую Аравию, где встретилась с королём Фахд ибн Абдул-Азизом Аль Саудом и султаном Кабусом бен Саидом.
В 1988 году Чарльз и Диана посетили Таиланд, а также вновь отправились в Австралию для празднования двухсотлетия с момента открытия континента. В феврале 1989 года Диана несколько дней пробыла в Нью-Йорке, главным образом для продвижения деятельности Валлийской национальной оперы, где она была патроном. Во время визита в Больничный центр Гарлема принцесса произвела глубокое впечатление на публику, обняв семилетнего мальчика со СПИДом. В марте она во второй раз отправилась в Арабские страны Персидского залива и посетила Кувейт и Объединённые Арабские Эмираты.

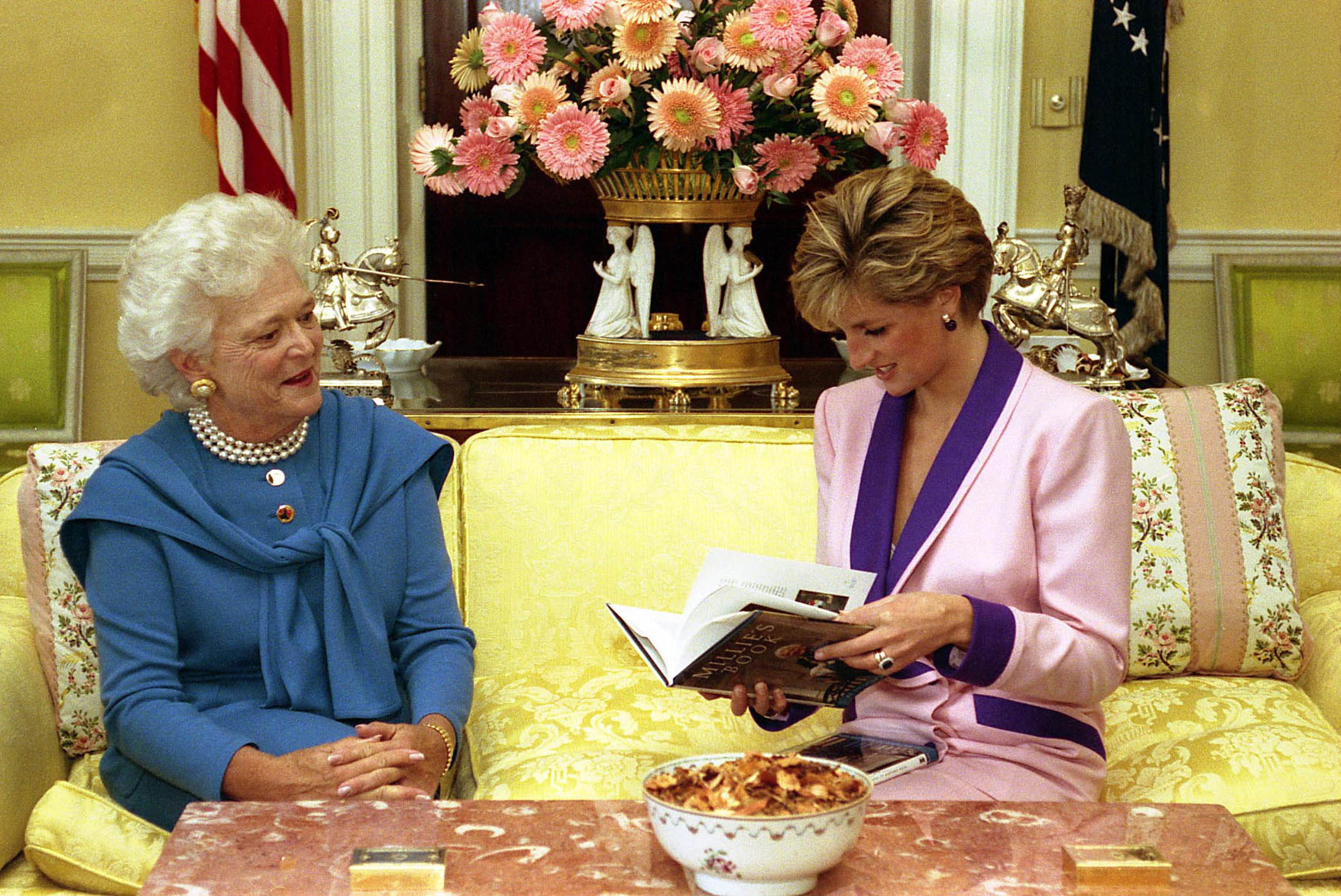
Принцесса Диана во время визита в Белый дом с первой леди США Барбарой Буш, 5 октября 1990 года

В марте 1990 года Чарльз и Диана посетили Нигерию и Камерун. Президент Камеруна организовал званый ужин, чтобы поприветствовать королевскую чету в Яунде, и Диана посещала больницы и уделяла внимание проектам, направленным на развитие женщин. 7 мая супруги прилетели в Венгрию, это был первый визит членов королевской семьи в прежде страну Варшавского договора; их встретил президент страны, Арпад Гёнц, устроил им официальный приём и показал Музей прикладного искусства. Диана также посетила Институт имени Андраша Петё. В ноябре Чарльз и Диана отправились в Японию в качестве гостей на интронизации императора Акихито. 19 декабря принцесса Уэльская отправилась в Германию, чтобы встретиться с семьями солдат, участвующих в войне в Персидском заливе, и в январе 1991 года повторила свою поездку. В апреле 1991 года супруги посетили Бразилию, где принцесса посетила организации, борющиеся с бездомностью детей на улицах. В сентябре Диана посетила Пакистан, после чего отправилась в Королевский университет в Кингстоне с Чарльзом.
В феврале 1992 года Чарльз и Диана отправились в шестидневный тур в Индию, где Диана посетила госпиталь Матери Терезы в Калькутте; через месяц они вновь встретились в Риме, и между ними завязалась хорошая дружба. В мае принцесса отправилась в Египет, где встретилась с президентом Хосни Мубараком и посетила Комплекс пирамид в Гизе. 3 ноября состоялась последняя совместная поездка Чарльза и Дианы, названная «Туром единения» — супруги посетили Южную Корею. 13 ноября Диана отправилась во Францию, где встретилась с президентом Франсуа Миттераном.
В марте 1993 года, уже после расставания с Чарльзом, принцесса отправилась в свою первую самостоятельную поездку в Непал в больницу, где она познакомилась, пообщалась с пациентами, болеющими лепрой, и держала их за руки, чего ни разу не делало ни одно высокопоставленное лицо во время визита. В декабре Диана объявила, что прекращает публичную жизнь, но в декабре 1994 года сказала, что хотела бы «частично вернуться». Также в конце 1994 года принцесса анонсировала мероприятия, посвящённые 125-летию Британского Красного Креста, вице-президентом которого она являлась. В феврале 1995 года она отправилась в Японию.
15 июня 1995 года принцесса Диана первый и единственный раз посетила Россию: из аэропорта она направилась к Дому правительства, где встретилась с заместителем председателя Юрием Яровым и министром социальной защиты населения Людмилой Безлепкиной. По пути Диану сопровождала толпа москвичей, скандировавшая её имя. После визита — как патрон Английского национального балета — отправилась в Большой театр на балет «Сильфида», в котором главные партии исполняли Инна Петрова и Николай Цискаридзе. На следующий день, 16 июня, посетила Тушинскую детскую больницу как патрон фонда госпиталя, открытого в Лондоне в 1980-е годы: доставила медицинское оборудование и младенцев-манекенов, с которыми провела мастер-класс по пеленанию для молодых студентов-медиков. Она пообщалась с сотрудниками больницы и детьми, посетив также игровую комнату и даже сев на пол к детям. Позже принцесса отправилась в начальную школу № 751, открыв там филиал фонда «Уэйверли Хаус» для помощи детям-инвалидам. Затем посетила Красную площадь и Кремль с Оружейной палатой и сокровищницей, а в завершение поездки приняла в посольстве Великобритании от Александра Яковлева премию «Леонардо» за социальную и гуманитарную работу.
В июне Диана стала гостьей международной художественной выставки Венецианская биеннале. В ноябре принцесса отправилась в четырёхдневный тур в Аргентину, чтобы посетить благотворительное мероприятие.
Принцесса посетила множество стран, включая Бельгию, Швейцарию и Зимбабве. Несмотря на расставание с супругом, Диана продолжала оставаться полноправным членом королевской семьи и посещать с ними мероприятия, в том числе 50-летие Дня победы в Европе и Дня победы над Японией.

### Последние годы жизни
После развода с Чарльзом в 1996 году Диане по-прежнему принадлежали апартаменты на северной стороне Кенсингтонского дворца, где принцесса жила вместе с принцем с момента их свадьбы. Её рабочее пространство также было перенесено во дворец, хотя и было дано разрешение пользоваться кабинетом в Сент-Джеймсском дворце. В книге, опубликованной в 2003 году Полом Баррелом, утверждалось, что принцесса в письмах своему брату просила его позволить ей переехать и жить в Элторпе, но в этом ей отказали. В 2021 году было доказано, что информация об отказе ложная, и Чарльз (брат Дианы) предлагал ей несколько апартаментов для переезда, в том числе поместье Вормлейтонов. Кроме того, Диане было позволено пользоваться воздушным транспортом королевской семьи и правительства Великобритании, у неё была и охрана, предоставленная королевской семьёй, которую она использовала, когда путешествовала с детьми, но в последние годы жизни отказалась, потому что хотела отгородить себя от королевской семьи.
Личная жизнь принцессы продолжала оставаться на слуху у СМИ во всём мире. В частности, широко обсуждался её роман с кардиохирургом Хаснатом Ханом, отношения с которым она разорвала в июле 1997 года. Пол Баррелл также утверждал, что матери Дианы не нравились её отношения с мусульманином, поэтому последние четыре месяца до её гибели они не разговаривали. За месяц до гибели у Дианы начался роман с Доди Аль-Файедом, сыном египетского предпринимателя Моххамеда Аль-Файеда. Именно с Доди принцесса проводила последние недели жизни на юге Франции.

### Благотворительность
В 1983 году в разговоре с Брайаном Пекфордом, премьер-министром Ньюфаундленда, Диана сказала: «Мне тяжело справляться с давлением, будучи принцессой Уэльской, но я учусь управлять этим». От неё, как от члена королевской семьи, ожидались регулярные визиты в больницы, школы и другие учреждения. С середины 80-х годов Диана стала ассоциироваться со многими благотворительными организациями. В 1988 году она совершила 191 официальный визит, и уже в 1991 году официальных визитов было 397. Диана сформировала устойчивый интерес к серьёзным заболеваниям, таким как СПИД и лепра. Принцесса, будучи филантропом, удостоилась признания среди благотворительных организаций, и Стивен Ли, директор Британского Института благотворительных организаций, сказал: «Её влияние на благотворительность, возможно, самое выдающееся среди всех людей XX века».
Диана была патроном благотворительных фондов и организаций, которые помогали бездомным, молодёжи, людям, страдающим наркотической зависимостью и пожилым людям. С 1989 года она была президентом детской больницы Грэйт Ормонд Стрит. Также была патроном Музея естествознания и президентом Королевской академии музыки. С 1984 по 1996 год Диана была президентом благотворительной организации «Барнардо», основанной в 1866 году для ухода за беззащитными детьми. В 1988 году стала патроном Британского Красного Креста. Диана несколько раз еженедельно приезжала в Королевский госпиталь Бромптона, где работала, чтобы поддержать тяжелобольных или умирающих пациентов. С 1991 по 1996 год была патроном организации «Headway», занимающейся уходом за детьми, взрослыми и пожилыми людьми после получения черепно-мозговой травмы. В 1992 году стала первым патроном организации «Chester Childbirth Appeal», направленной на поддержку новорожденных и их матерей, которую поддерживала с 1984 года. В 1994 году принцесса помогла своей подруге Джулии Сэмюэль запустить благотворительную организацию «Child Bereavement UK» для помощи детям из семей военнослужащих, самоубийц и неизлечимо больных родителей, а также стала патроном данной организации. Позднее Уильям стал патроном вместо матери.
22 июля 1987 года принцессу Диану внесли в список почётных граждан Лондона за её заслуги в области благотворительности. В декабре 1995 года в Нью-Йорке она также получила награду за благотворительность. В октябре 1996 года Диана получила золотую медаль за помощь пожилым людям на церемонии в Римини, Италия. В июле 1996 года, на следующий день после объявления о разводе с Чарльзом, принцесса также сообщила, что прекращает патронаж свыше ста благотворительных организаций.
В мае 1997 года Диана открыла Центр инвалидов и искусств имени Ричарда Аттенборо по просьбе её основателя, с которым дружила. В июне она, по предложению Уильяма, продала некоторые платья и костюмы в аукционных домах «Кристис», и все средства были направлены в благотворительные организации. 1 июля принцесса отметила свой последний день рождения в Британской галерее Тейт. 21 июля состоялся её последний визит в больницу Нортвик Парк. 4 сентября она должна была появиться на сборе средств для Детского остеопатического центра после возвращения из Парижа.

### Смерть
31 августа 1997 года Диана погибла в результате автокатастрофы в туннеле у моста Альма, когда водитель автомобиля уезжал от преследования папарацци. Вместе с ней погибли Доди Аль-Файед, её возлюбленный, и водитель, Генри Пол. Тревор Рис-Джонс, телохранитель принцессы, выжил, но получил серьёзную травму головы, поэтому не помнит деталей аварии. Похороны состоялись 6 сентября в Лондоне, за гробом шли её сыновья, Уильям и Гарри. Трансляцию по телевидению посмотрели свыше 32 миллионов человек лишь на территории Великобритании, во всём мире количество зрителей было в несколько раз больше.

## Вмешательство в частную жизнь со стороны СМИ

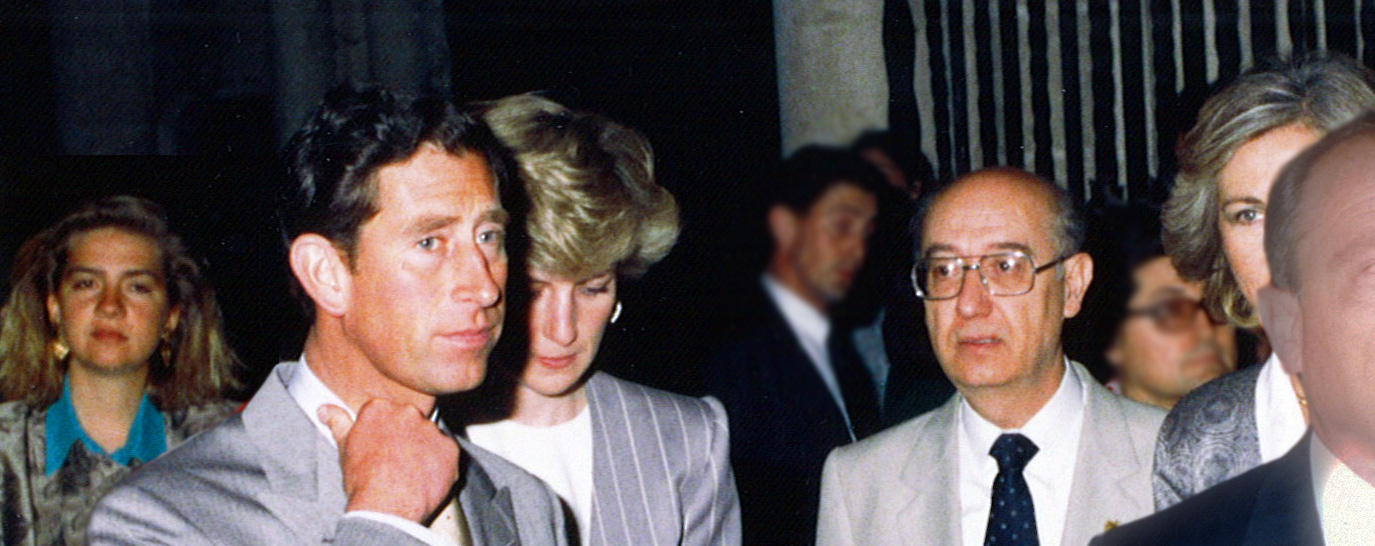
Принцесса Диана и Чарльз, принц Уэльский, в Центре искусств королевы Софии, 24 апреля 1987 года

В ноябре 1980 года газета-таблоид Sunday Mirror опубликовала статью, согласно которой, Чарльз дважды пользовался Британским королевским поездом, чтобы отправляться в романтические поездки с Дианой. Букингемский дворец назвал историю сфабрикованной и потребовал от газеты извинений. Sunday Mirror отказались не только извиняться, но и утверждали, что девушка, заходящая в поезд на фотографиях — Диана. В феврале 1982 года папарацци сфотографировали беременную Диану на отдыхе на Багамских Островах в бикини, и Елизавета II вновь была недовольна снимками и вмешательством в частную жизнь принцессы Уэльской.
В ноябре 1993 года британская газета Mirror Group Newspapers (MGN) опубликовала фотографии Дианы во время тренировки, сделанные владельцем фитнес-центра, Брюсом Тейлором. Диана посещала фитнес-центр LA Fitness и в тот день пришла в спортивном купальнике и велошортах. Адвокаты принцессы сразу же подали жалобу на открытие уголовного дела и добивались запрета на продажу и публикацию фотографий во всём мире, несмотря на то, что несколько изданий за пределами Великобритании всё же растиражировали снимки. Суд удовлетворил иск Дианы на запрет публикации и продажу фотографий.
В мае 1994 года снимки Дианы, загорающей топлесс в отеле Коста-дель-Соль в Испании также были выставлены на продажу за 1 миллион фунтов стерлингов. В 1996 году снимки принцессы, загорающей без купальника, вновь были опубликованы британскими таблоидами, и её старший сын, Уильям, подвергался в колледже постоянным насмешкам одноклассников из-за размера груди своей матери. В том же году Стюарт Хиггинс, редактор The Sun, опубликовал статью с видео, где Диана якобы в компании Джеймса Хьюитта, но история оказалась мистификацией и газете пришлось приносить извинения.

## Реакция королевы
Елизавета II была недовольна популярностью Дианы и ясно дала понять советникам, что такое никогда не должно повториться. Под «таким» подразумевалась невероятная популярность принцессы, ставшая проблемой для монархии, поскольку яркая личность Дианы затмила всех членов королевской семьи. По свидетельствам очевидцев, во дворце постоянно звучала фраза: «Нам не нужна вторая Диана».

## Награды
- Королевский семейный орден королевы Елизаветы II
- Большой крест ордена Короны (Нидерланды, 1982)
- Орден Добродетельности специального класса (Египет, 1982)

## Имидж в массовой культуре
Принцессу Диану называют «королевой людских сердец». В интервью для «Панорамы» в 1995 году она сказала: «Я хочу быть королевой людских сердец, но я не вижу себя королевой этой страны. Не думаю, что многие захотят видеть меня королевой». Будучи признанной иконой стиля и единственным членом королевской семьи, который настолько близко взаимодействовал с публикой, принцесса получила поддержку британцев в период развода, тем самым сохранив свою репутацию в обществе.

## Память
- В память о леди Диане назван алмаз «Принцесса Диана» весом 64,22 карата, добытый 29 августа 1997 года на фабрике № 8 из кимберлитов трубки «Айхал».
- В честь леди Дианы названа сумка «Леди Диор[англ.]», созданная Джанфранко Ферре в 1994 году.

### Образ в кино
- «Спенсер» (англ. Spencer) — художественный фильм 2021 года режиссёра Пабло Ларраина по сценарию Стивена Найта. Роль принцессы Дианы исполнила Кристен Стюарт[218].
- «Корона» (англ. The Crown) — исторический драматический телесериал Питера Моргана. Роль принцессы Дианы исполнила Эмма Коррин (4 сезон) и Элизабет Дебики (5-6 сезоны)[219].

## Герб

Герб леди Дианы до брака с принцем Уэльским Чарльзом (до 1981)
Герб леди Дианы в период брака с принцем Уэльским Чарльзом (1981—1996)
Герб леди Дианы после расторжения брака с принцем Чарльзом (1996—1997)

## Комментарии
1. ↑  После развода в 1996 году Диана перестала быть Её Королевским Высочеством и принцессой Уэльской. Однако её личное имя было дополнено ссылкой на утраченный титул принцессы Уэльской, как это принято у разведённых жён пэров, а также по причине того, что она являлась матерью принца, который, как ожидается, однажды взойдёт на трон, поэтому ей и был предоставлен тот же титул, в порядке исключения, коим она обладала в браке.
2. ↑  В отличие от титула принцесса Уэльская, она никогда не имела официального титула вида «принцесса + имя», поскольку последний за редчайшими исключениями имеют лишь члены королевского дома по рождению.

## Видео
- Эйдельман Т. Н. — Принцесса Диана: жизнь и смерть
- Принцесса Диана: 7 дней после | Документальный фильм Би-би-си на YouTube